# Tara Fitzgerald
Tara Anne Cassandra Fitzgerald (sinh ngày 18 tháng 9 năm 1967) là một nữ diễn viên người Anh đã diễn xuất trong nhiều phim, truyền hình, truyền thanh và sân khấu. Cô đã giành được giải thưởng bộ phim truyền hình New York cho Nữ diễn viên nổi bật xuất sắc trong vở kịch năm 1995 khi Ophelia đối diện với Ralph Fiennes trong Hamlet. Cô giành giải Nữ diễn viên xuất sắc nhất tại Liên hoan truyền hình quốc tế Reims năm 1999 với vai diễn Lady Dona St Columb trong Creek của Frenchman. Fitzgerald xuất hiện trong vở kịch The End The Misanthrope tại nhà hát Comedy với Damian Lewis và Keira Knightley, và trong Henrik Ibsen's A Doll's House của Henrik Ibsen tại Donmar Warehouse. Kể từ năm 2007, Fitzgerald đã xuất hiện trong hơn 30 tập của bộ phim truyền hình BBC Waking the Dead và đóng vai Selyse Baratheon trong series HBO Game of Thrones.